# 亨德森·布鲁克斯-巴贾特报告
亨德森·布鲁克斯-巴贾特报告（英語：Henderson Brooks-Bhagat report），简称亨德森·布鲁克报告（英語：Henderson Brooks report）或布鲁克-巴贾特报告，是印度政府有关1962年中印边境战争的一部机密报告。报告由时任印度陆军代理参谋长贾扬托·纳特·乔杜里委托亨德森·布鲁克中将和普莱敏德拉·辛格·巴贾特准将联合撰写用以检讨印度在中印战争中表现，报告主体内容由后者完成。报告尚以国家安全为由被印度政府保密，印度国防部长Y.B.恰范曾在国会演讲过报告提炼的经验教训。澳大利亚记者内维尔·马克斯韦尔在1960年代通过私人关系获取到这本报告的第一部分，并在2014年将之公布于自己的个人博客，已经公布的内容尚未得到印度政府核实，但大部分学者都认可其真实性。

## 书籍
- Henderson Brooks, T. B.; Bhagat, P. B.,  (PDF),   [14 November 2021], （原始内容存档 (PDF)于2021-10-22） –Indian Defence Review
- Hoffmann, Steven A., , University of California Press, 1990  [2021-11-22], ISBN 978-0-520-06537-6, （原始内容存档于2021-10-10）
- Maxwell, Neville. . Economic and Political Weekly. April 14–20, 2001, 36 (14/15): 1189–1193. JSTOR 4410481 –JSTOR.
- Pradhan, R. D., , Orient Blackswan, 1999  [2021-11-22], ISBN 978-81-250-1477-5, （原始内容存档于2022-02-15）
- Van Eekelen, Willem, , BRILL, 2015  [2021-11-22], ISBN 978-90-04-30431-4, （原始内容存档于2022-03-27）

## 延伸阅读
- Prem Shankar Jha（英语：Prem Shankar Jha） (5 June 2020). Why It Is Imperative That Indians Come to Know What Happened in 1962 （页面存档备份，存于）. The Wire.
- Dr. Bhartendu Kumar Singh (2013). Henderson Brooks Report and India’s China Challenge （页面存档备份，存于）. United Service Institution of India.